# Снайпер южного Арма
Снайпер южного Арма (англ. South Armagh Sniper) — собирательное название членов Временной Ирландской республиканской армии, проводивших с 1990 по 1997 год снайперские атаки на британские силы правопорядка в южной части графства Арма (Северная Ирландия). Почти всегда в телах погибших от рук подобных снайперов находили пули калибра .50 BMG от снайперских винтовок Barrett M82 или Barrett M90.

## Происхождение
Лидер Временной Ирландской республиканской армии Шон Макстивен в своей книге «Воспоминания революционера» писал, что использование снайперов обязательно и необходимо в ИРА, поскольку те действуют по принципу «один выстрел — один труп». С 1971 года британские солдаты стали массово погибать не только в результате тайных диверсий боевиков (взрывы, засады), но и в результате индивидуальных действий снайперов, а в том году жертвами нападений ирландцев стали 42 человека. В 1972 году число убитых британских солдат выросло до 64, большая часть их погибла как раз от рук снайперов. Всего же до 1991 года жертвами стали как минимум 180 военных и полицейских (в том числе полицейские из Ольстера и охранники британских тюрем). Основным стрелковым оружием, которое использовалось для ликвидации противника, был автомат AR-18, который являлся самым распространённым оружием в рядах ИРА. Вместе с тем британские эксперты называли нападавших стрелками (англ. Gunmen), а не снайперами (англ. Snipers), поскольку большинство нападавших не обладали отлаженными навыками снайперской стрельбы — так, в 1972 году состоялось более чем 390 вооружённых нападений, в ходе которых пострадали всего 13 британцев. И лишь в 1990-е годы серия загадочных убийств британских солдат в Арма вынудила британцев признать, что снайперы среди ирландских повстанцев всё-таки есть.

## Снайперы в Южном Арма

### Оружие
В 1980-е годы огромное количество единиц оружия было поставлено ирландским боевикам из Ливии. Поставка оружия из США велась благодаря стараниям ирландского республиканца Джорджа Харрисона, но в 1981 году ФБР арестовало его, и поставки из США прекратились. Ещё один удар был нанесён по импорту оружия, когда Военно-морская служба Ирландии захватила в гавани Фенит траулер «Марита Энн», напичканный оружием из Бостона.
К 1990-м годам поставка оружия из США возобновилась, но в небольших размерах: снайперские винтовки Barrett M82 и M90 попали в руки ирландских боевиков и стали основным снайперским оружием. Согласно письмам члена ИРА Мартина Куигли, которые были перехвачены спецслужбами США, он регулярно ездил в США под предлогом изучения программирования в университете Лихай (штат Пенсильвания) и при этом продавал в Ирландию винтовки M82 до 1989 года, пока его не арестовали. Помимо этого, Куигли отправлял повстанцам электронное оборудование, чтобы британские сапёры не могли нейтрализовать заложенные ирландцами бомбы.
В августе 1986 года из Чикаго в Дублин попала в разобранном состоянии винтовка M82. Ещё как минимум два экземпляра M90 попали спустя полгода после прекращения огня со стороны ИРА. Это была часть сделки, организованной Майклом Суаресом, кубинским эмигрантом в Кливленде (оружие он получил 27 января 1995, передав ирландцам их вместе с боеприпасами и двумя оптическими прицелами). Один из лидеров ИРА оценивал винтовки так:

Чем выделяется Barrett, так это большой кинетической энергией… Пуля может легко пробить противоосколочный бронежилет. Подобное оружие прежде всего применялось в Южном Арма благодаря тому, что там было достаточно британцев. Они боялись оружия, что составляло часть его эффективности.
Оригинальный текст (англ.)What's special about the Barrett is the huge kinetic energy... The bullet can just walk through a flak jacket. South Armagh was the prime place to use such weapon because of the availability of Brits. They came to dread it and that was part of its effectiveness.

Три из британских представителей службы безопасности погибли от пуль 7,62×51 мм: ещё пять пуль того же калибра не достигли своей цели. По мнению Тоби Харндена, эти выстрелы делались из автомата FN FAL, который был обнаружен близ Иннискина в 1998 году.

### Стрельба
Согласно свидетельствам британской армии и заявлениям прессы, один человек не мог быть причастен абсолютно ко всем атакам, поэтому считалось, что как минимум два расчёта действовали в том районе, поражая свои цели с расстояния 200—300 м и используя оружие калибра 7,62 мм. Один из них находился в восточной части Южного Арма (около Дроминти), второй на западе в окрестностях местечка Каллиханна. Командовал подразделением в Каллиханне Фрэнк Маккейб по прозвищу «Один выстрел», командир ИРА из Кроссмаглена. В каждой команде было как минимум 4 человека (без учёта разведчиков и водителей транспорта, действовавших под прикрытием). По мнению экспертов, в отряде из Дроминти было до 20 человек, которые выполняли часть снайперских заданий. Все боевики отлично маскировались и не позволяли себя находить наблюдателям с постов, а также прекрасно знали маршруты патрулей. Стрелявший, как правило, поражал цели с дистанции менее 300 м (при потенциальной дальности стрельбы винтовки в 1000 м). 16 операций по снайперской атаке проводились из обычных или бронированных автомобилей: снайпер укрывался в машине в случае ответного огня. Также основную машину сопровождали машины разведки, которые проверяли местность на наличие наблюдательных пунктов. Так, 17 марта 1993 после убийства британского солдата в Форкхилле снайпер подвергся тому самому ответному огню, но не пострадал.
24 выстрела было официально зафиксировано с 1990 по 1997 годы. Первые восемь снайперских операций с 1990 по 1992 года окончились неудачно: 16 марта 1990 ирландцы сделали первые выстрелы из M82, пытаясь попасть в солдат из Лёгкого пехотного полка на посту у Каслблейни-Роуд. Одна пуля пробила шлем и пробила череп лэнс-капрала Хартсторна, но тот выжил, не получив серьёзных повреждений. В августе 1992 года был смертельно ранен солдат Лёгкого пехотного полка. К апрелю 1997 года погибло девять человек: 7 солдат и 2 офицера Королевской полиции Ольстера. Один из констеблей даже чуть не лишился ноги, и эта снайперская атака на него стала последним подобным случаем за время конфликта. Ещё шесть выстрелов также «попали в молоко»: два из них пришлись в патрульное судно HMS Cygnet у Карлингфорд-Лоха, ещё несколько пришлись в ангар Бораки на Кроссмаглен-Скуэйр (блокпост Британской армии). 31 июля 1993 в 20:00 обстрелу подвергся британский патруль на Ньюри-Роуд близ Ньютаунхэмильтона. Британцы открыли огонь, но никто не понёс потерь и даже не был ранен.
С августа 1992 по декабрь 1993 годы в Южном Арма от выстрелов снайперов погибли девять человек, в том числе шесть солдат и три констебля Королевской полиции Ольстера — за печальную криминальную славу южная часть Арма была названа в прессе «Бандитской страной» (англ. Bandit Country). Один из констеблей был убит в графстве Фермана, в местечке Белку; ещё один человек был застрелен в Западном Белфасте в июне 1993 года. Расследование показало, что все они были убиты из винтовки Barrett M82. Полиции удалось обнаружить в одном из заброшенном домов винтовку подобного типа, произведённую в Техасе, и установить, что из подобных винтовок велась стрельба не только в Южном Арма, но и в Западном Белфасте. Ещё одна винтовка компании Barrett использовалась снайпером во время оккупации Каллавиля, и из этой винтовки в апреле 1993 года на протяжении двух часов стреляли.
В Нью-Лодже (Северный Белфаст) 3 августа 1992 был убит британский солдат, чью гибель списали на дело рук снайперов, а ещё двое солдат были ранены в ноябре 1993 года и январе 1994 года там же. Двое были арестованы по этому делу, позднее была найдена и винтовка, из которой совершались выстрелы. 30 декабря 1993 перед перемирием был убит британский солдат Даниэль Блинко, что вызвало широкий общественный резонанс: на телеканале Би-би-си показали документальный фильм, а в качестве документальных материалов предоставили шлем Блинко и следы пулевого отверстия в стене паба.
Таблоиды окрестили загадочного снайпера «Голдфингером» и «Терминатором». По иронии судьбы, последней жертвой конфликта в Ирландии до заключения Белфастского соглашения стал как раз убитый снайпером: лэнс-бомбардир Стивен Ресторик погиб 12 февраля 1997, а его смерть сам Джерри Адамс назвал «трагической» и лично направил письмо его матери с соболезнованиями.

#### Погибшие солдаты
| Имя, звание                      | Дата смерти     | Место смерти     | Калибр пули |
| -------------------------------- | --------------- | ---------------- | ----------- |
| Пол Тёрнер (рядовой)             | 28 августа 1992 | Кроссмаглен      | .50         |
| Джонатан Рейд (констебль)        | 25 февраля 1993 | Кроссмаглен      | 7,62 мм     |
| Лоуренс Диксон (лэнс-капрал)     | 17 марта 1993   | Форкхилл         | 7,62 мм     |
| Джон Рэндалл (рядовой)           | 26 июня 1993    | Ньютаунхэмильтон | 7,62 мм     |
| Кевин Паллин (лэнс-капрал)       | 17 июля 1993    | Кроссмаглен      | .50         |
| Брайан Вудс (констебль резерва)  | 2 ноября 1993   | Ньюри            | .50         |
| Пол Гаррет (лэнс-бомбардир)      | 2 декабря 1993  | Киди             | .50         |
| Даниэль Блинко (гвардеец)        | 30 декабря 1993 | Кроссмаглен      | .50         |
| Стивен Ресторик (лэнс-бомбардир) | 12 февраля 1997 | Бесбрук          | .50         |

### Арест команды Карахера
31 августа 1994 ИРА объявила о перемирии, что дало британцам шанс собрать разведданные о снайперах и подготовить контрмеры против загадочных убийств. Это перемирие привело в негодование радикально настроенных боевиков ИРА. Полицией был арестован Кевин Донеган, состоявший в команде снайперов Драминти: поводом для этого стало вооружённое ограбление, сопряжённое с убийством почтальона Фрэнка Керра, застреленного у себя на рабочем месте 10 ноября того же года.
В феврале 1996 года прогремел взрыв в Доклендс, и из рядов ИРА стали уходить повстанцы, которые занялись не политической, а уже криминальной деятельностью: от контрабанды до ограблений и изнасилований. В Южном Арма в течение почти двух лет произошло ограбление семи почтовых отделений, в чём заподозрили повстанцев. На это время в Южном Арма прекратили работу снайперы, и число происшествий в этой части графства снизилось до минимума. В 1997 году после нескольких операций Особая воздушная служба схватила четверых снайперов из расчёта на западе графства, которые были причастны к серии убийств. После рукопашной схватки в плен попали Джеймс Макэрдл, Майкл Карахер, Бернард Макгинн и Мартин Миннес. Британцам было приказано взять всех живыми. Конфисковано было оружие Barrett M90, из которого, судя по данным экспертиз, стреляли в 1997 году, но не в промежутке с 1990 по 1994 годы. Выяснилось, что кто-то из команды снайперов сдавал информацию полиции. Таковым оказался Макгинн, который выдал инициатора кампании, Фрэнка Маккейба, но позднее отказался от своих показаний. Одни из ключевых деятелей по борьбе со снайперами был капитан Уэльской гвардии Руперт Торнлоу, который работал офицером связи между 3-й пехотной бригадой и специальным отделом Королевской полиции Ольстера. Торнлоу, дослужившись до звания полковника, погиб в Афганистане в июле 2009 года. Ещё одним разоблачителем снайперов стал сержант SAS Газ Хантер, работавший в графстве с 1975 года. Аресты подавили боевой дух снайперов, но у них ещё оставалось как минимум две винтовки.
Один из пленных, Майкл Карахер, был братом Фергала Карахера, члена Шинн Фейн и боевика ИРА, убитого 30 декабря 1990 близ Каллиханны морскими пехотинцами. Майкл был ранен в том бою. Моряков, как ни странно, оправдал верховный судья Хаттон, хотя обвинение заверяло, что Карахеры не провоцировали никого. Майклу Карахеру приписывали убийство Даниэла Блинко на годовщину гибели Фергала, но осудили его только за убийство констебля. Его адвоката Розмари Нельсон убили ольстерские лоялисты чуть позднее. Ещё команду из троих снайперов осудили в 1999 году за шесть убийств и теракт в Доклендсе (за него сел Макэрдл, причастный к гибели двух человек). Несмотря на раскрытие снайперских групп полицией, это пошло больше на руку ИРА и Шинн Фейн. Всех осуждённых амнистировали в 1998 году после заключения Белфастских соглашений Снайперскую команду из Дроминти так и не поймали.

## Итоги

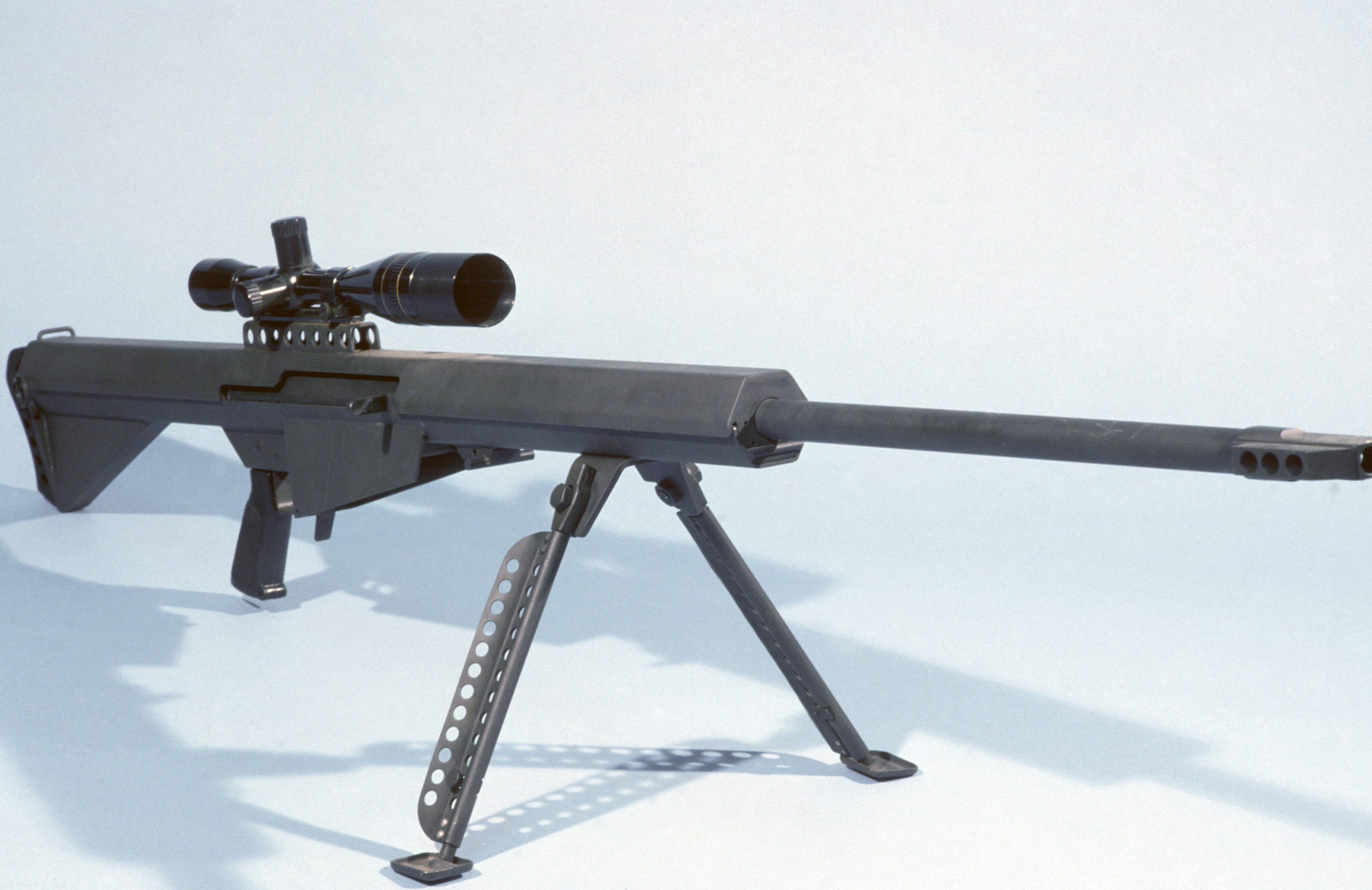
Винтовка Barrett M82, которую использовали снайперы

Всплеск активности ИРА ограничил свободу перемещения британских солдат де-факто ещё сильнее: патрули пришлось усилить, а маршруты изменить. Министерство обороны в 1997 году начало оснащать армию новыми бронежилетами не из кевлара, а из карбида бора, устойчивыми к попаданию пули 50-го калибра. Однако каждый из бронежилетов стоил до 4 тысяч фунтов стерлингов и весил 14,5 кг, а такой тяжёлый бронежилет даже члены патрулей и охранники на КПП могли носить не более 2 часов без ощущения сильной усталости. Постоянный страх погибнуть от пули снайпера привела к падению боевого духа в армии: некоторым солдатам пришлось оставаться в укрытии, несмотря на приказ проверять бронетехнику, за что тех наказывали. Британский майор утверждал:

Это означало, что в некоторой степени боевики ИРА сумели подавить сухопутные части и сделали вертолёты более уязвимыми для нападений, так что нам пришлось выступить против их [бронежилетов] широкого применения.
Оригинальный текст (англ.)That meant that to some extent the IRA had succeeded in forcing troops off the ground and it made helicopters more vulnerable so we had to guard against using them too much.

Стратегия ИРА оказала большое влияние и на британскую службу безопасности, которой пришлось предпринимать новые меры и отвлечься от рутинной работы: так, британцы расширили поддержку с воздуха, что позволяло сохранить живую силу и вовремя обнаружить снайперские позиции повстанцев. До 1994 года даже подразделения Особой воздушной службы не могли предотвратить атаки. Однако во время перемирия с 1994 по 1996 годы совместные усилия Королевской полиции Ольстера и Британской армии сказались на дальнейших результатах охоты на снайперов и позволили выловить команду Карахера. Изначально служба безопасности готовилась к высадке подразделений SAS, но дважды эта операция проваливалась. В конце концов, снайперов выманили на ферму и там арестовали.
Найти вторую команду снайперов так и не удалось, равно как и не удалось отыскать две винтовки Barrett. Эта кампания вместе с тем считается одной из эффективнейших операций ИРА в 1990-е годы. Увековечена она ныне в знаке «Работает снайпер» (англ. Sniper at work), установленном около Кроссмаглена. Знак считается одним из символов ирландского республиканского движения